# Lista över UN-nummer 1101 till 1200
Det här är en lista över UN-nummer 1101 till 1200.

## UN 1101 till 1200[1]
| UN-nummer | Klass | Namn |
| --------- | ----- | --- |
| UN 1104   | 3     | Amylacetater |
| UN 1105   | 3     | Pentanoler |
| UN 1106   | 3     | Amylaminer |
| UN 1107   | 3     | Amylklorider |
| UN 1108   | 3     | 1-Penten (n-amylen) |
| UN 1109   | 3     | Amylformiater |
| UN 1110   | 3     | n-Amylmetylketon |
| UN 1111   | 3     | Amylmerkaptaner |
| UN 1112   | 3     | Amylnitrater |
| UN 1113   | 3     | Amylnitriter |
| UN 1114   | 3     | Bensen |
| UN 1120   | 2     | Butanoler |
| UN 1123   | 3     | Butylacetater |
| UN 1125   | 3     | n-Butylamin |
| UN 1126   | 3     | 1-Brombutan |
| UN 1127   | 3     | Klorobutaner |
| UN 1128   | 3     | n-Butylformiat |
| UN 1129   | 3     | Butyraldehyd |
| UN 1130   | 3     | Kamferolja |
| UN 1131   | 3     | Koldisulfid |
| UN 1133   | 3     | Lim, med brandfarlig vätska (ångtryck vid 50 °C över 175 kPa) |
| UN 1134   | 3     | Klorbensen |
| UN 1135   | 6.1   | Etylenklorhydrin |
| UN 1136   | 3     | Stenkoltjäredestillat, brandfarligt |
| UN 1139   | 3     | Täcklösning (inkl ytbehandling eller beläggning som används i industriellt eller annat syfte, såsom underredsbehandling av fordon, beklädnad i fat eller tunnor) |
| UN 1143   | 6.1   | Krotonaldehyd, stabiliserad |
| UN 1144   | 3     | Krotonylen |
| UN 1145   | 3     | Cyklohexan |
| UN 1146   | 3     | Cyklopentan |
| UN 1147   | 3     | Dekahydronaftalen |
| UN 1148   | 3     | Diacetonalkohol, teknisk |
| UN 1149   | 3     | Dibutyletrar |
| UN 1150   | 3     | 1,2-Dikloretylen |
| UN 1152   | 3     | Diklorpentaner |
| UN 1153   | 3     | Etylenglykoldietyleter |
| UN 1154   | 3     | Dietylamin |
| UN 1155   | 3     | Dietyleter (etyleter) |
| UN 1156   | 3     | Dietylketon |
| UN 1157   | 3     | Diisobutylketon |
| UN 1158   | 3     | Diisopropylamin |
| UN 1159   | 3     | Diisopropyleter |
| UN 1160   | 3     | Dimetylamin, vattenlösning |
| UN 1161   | 3     | Dimetylkarbonat |
| UN 1162   | 3     | Dimetyldiklorsilan |
| UN 1163   | 6.1   | Dimetylhydrazin, osymmetrisk |
| UN 1164   | 3     | Dimetylsulfid |
| UN 1165   | 3     | Dioxan |
| UN 1166   | 3     | Dioxolan |
| UN 1167   | 3     | Divinyleter, stabiliserad |
| UN 1169   | 3     | Extrakt, aromatiska, flytande (ångtryck vid 50 °C över 175 kPa)                                                                                                  |
| UN 1170   | 3     | Etanol (etylalkohol) eller etanollösning (etylalkohollösning) |
| UN 1171   | 3     | Etylenglykolmonoetyleter |
| UN 1172   | 3     | Etylenglykolmonoetyleteracetat |
| UN 1173   | 3     | Etylacetat |
| UN 1175   | 3     | Etylbensen |
| UN 1176   | 3     | Etylborat |
| UN 1177   | 3     | 2-Etylbutylacetat |
| UN 1178   | 3     | 2-Etylbutyraldehyd |
| UN 1179   | 3     | Etylbutyleter |
| UN 1180   | 3     | Etylbutyrat |
| UN 1181   | 6.1   | Etylkloracetat |
| UN 1182   | 6.1   | Etylklorformiat |
| UN 1183   | 4.3   | Etyldiklorsilan |
| UN 1184   | 3     | Etylendiklorid |
| UN 1185   | 6.1   | Etylenimin, stabiliserad |
| UN 1188   | 3     | Etylenglykolmonometyleter |
| UN 1189   | 3     | Etylenglykolmonometyleteracetat |
| UN 1190   | 3     | Etylformiat |
| UN 1191   | 3     | Oktylaldehyder |
| UN 1192   | 3     | Etyllaktat |
| UN 1193   | 3     | Etylmetylketon (metyletylketon) |
| UN 1194   | 3     | Etylnitritlösning |
| UN 1195   | 3     | Etylpropionat |
| UN 1196   | 3     | Etyltriklorsilan |
| UN 1197   | 3     | Extrakt, smakämnen, flytande |
| UN 1198   | 3     | Formaldehydlösning, brandfarlig |
| UN 1199   | 6.1   | Furaldehyder |